# Șostakove, raionul Mîkolaiiv, regiunea Mîkolaiiv
Șostakove (în ucraineană Шостакове) este localitatea de reședință a comunei Șostakove din raionul Mîkolaiiv, regiunea Mîkolaiiv, Ucraina.

## Demografie
Componența lingvistică a localității Șostakove
     Ucraineană (93,54%)
     Rusă (6,15%)
     Alte limbi (0,15%)
Conform recensământului din 2001, majoritatea populației localității Șostakove era vorbitoare de ucraineană (93,54%), existând în minoritate și vorbitori de rusă (6,15%).